# Miloslav Košťál
Miloslav Košťál (23. srpna 1925 Dobruška – 23. května 2018 Nové Město nad Metují) byl český archivář, historik a kazatel Církve bratrské.

## Život a dílo
Pocházel z rodiny železničního zaměstnance. Ve 30. letech 20. století žil s rodiči v Kamenickém Šenově a navštěvoval české gymnázium v Děčíně. Mezi lety 1945–1949 vystudoval češtinu a dějepis na Filozofické fakultě Univerzity Karlovy. Poté nastoupil jako městský archivář v Děčíně a během tohoto zaměstnání obhájil dizertační práci na téma děčínských městských knih v 16. století. V roce 1952 přešel jako vedoucí do nově budovaného zemědělsko-lesnického archivu v Děčíně, pobočky Státního archivu v Litoměřicích, kde působil do roku 1970. Zajistil uspořádání jeho fondů, publikoval řadu odborných studií a vyvíjel velkorysou vlastivědně zaměřenou popularizační činnost. Archiv se pod jeho vedením stal renomovaným pracovištěm, které pořádalo konference a poskytovalo praxi studentům historie, archivnictví a pomocných věd historických z Filozofické fakulty Univerzity Karlovy. Blízký vztah k této instituci nalezla řada historiků, např. Josef Petráň, Miroslav Hroch, Eduard Maur nebo Robert Kvaček.
Ze zdravotních důvodů práci v archívu ukončil. Odešel do církevní služby a působil jako kazatel Církve bratrské, nejprve ve sboru v Náchodě (do roku 1978), poté v Praze ve sboru v Soukenické ulici (do roku 1988). Současně byl mezi lety 1983–1988 členem Rady Církve bratrské. Po odchodu do důchodu žil v Novém Městě nad Metují a sloužil jako administrátor sborů v Náchodě, České Skalici a v místě svého bydliště.
Jeho odborné práce měly široký tematický rozsah, věnoval se teoretickým otázkám archivnictví, zejména problematice zpracovávání archivního materiálu, hospodářským dějinám raného novověku i církevním dějinám. V dubnu 2007 převzal z rukou ministra vnitra medaili „Za zásluhy o české archivnictví“. V červnu 2015 obdržel společně s Marií Bláhovou a profesorem Josefem Petráněm čestné členství v České archivní společnosti.
Jeho manželka Hana mu pomáhala v archivní i církevní činnosti.

## Výběr z díla M. Košťála

### Práce o archivnictví
- Aplikace archivně-theoretických zásad při zpracování velkostatkových fondů. Předneseno na pracovní poradě zemědělsko-lesnických archivářů v Jindřichově Hradci dne 8. září 1955. In: Archivní časopis 5 (1955), 188–195.
- Archivní zpracovávání starších hospodářských účtů v archivech velkostatků. In: Archivní časopis 6 (1956), 11–19.
- Archivy velkostatků a jejich majitelů. Předneseno ve zkratce na celostátní pracovní poradě v Brně v červnu 1956. In: Archivní časopis 7 (1957), 7–15.
- Archiv kapitalistického velkostatkáře jako problém skartační. In: Archivní časopis 11 (1961), 196–203.
- KŘIVKA, Josef – HANZAL, Josef – KOŠŤÁL, Miloslav – KYNČIL, Jiří – HANZALOVÁ, Jarmila: Státní archiv v Litoměřicích. Průvodce po archivních fondech. Praha 1963.
- Německo-slovanské vědecké styky v 17. a 18. stol. a archivy. In: Archivní časopis 14 (1964), 48–49.
- Zkušenosti Státního archivu v Litoměřicích. In: Archivní časopis 14 (1964), 177.
- Písemnosti lesních úřadů v okupovaném pohraničí 1938–1945. Jejich typy a hodnocení. In: Archivní časopis 16 (1966), 91–101.
- Rozbor archivního fondu. In: Slovenská archivistika 3 (1968), 53–66.
- KOŠŤÁL, Miloslav – RŮŽIČKA, Jindřich: Archivní teorie a praxe u Emanuela Janouška. In: Archivní časopis 18 (1968), 100–105 (opět otištěno in: Jana Pšeničková – Olga Roháčová – Jiří Šouša (red.), Z legend zemědělsko-lesnického archivnictví a agrární historiografie. PhDr. Emanuel Janoušek. Praha 2008, 23–31).
- Tři zámecké archivy. In: Archivní časopis 19 (1969), 27–48.

### Historické studie
- KOŠŤÁL Miloslav – VOTOČEK Otakar: Děčínský most přes Ploučnici ze 16. století. In: Zprávy památkové péče 16 (1956), 271.
- O významu severočeského vinařství v minulosti. In: Historie a musejnictví 3 (1958), 173–202.
- BĚLOHLÁVEK, Miloslav – KOŠŤÁL, Miloslav – TOMAS, Jindřich: K problematice studia cen nemovitostí v 15. a 16. století do doby předbělohorské. In: Václav Husa et al. (red.), Zápisky katedry československých dějin a archivního studia. Sv. 6, Praha 1962, 147–167.
- Cena dominikální půdy v Děčíně v 2. pol. 16. stol. In: Příspěvky k dějinám cen nemovitostí v 16.–18. století, Praha 1963, 7–38.
- Podmokelský pivovar. Z dějin podniku. In: Sborník severočeského muzea 4 (1964), 3–13.
- Významný příspěvek k životopisu Fryderyka Chopina v Děčíně. In: Archivní časopis 14 (1964), 239–241.
- Děčínské panství 1750–1850. In: Sborník Severočeského muzea 5 (1966), 159–184.
- Město Děčín a jeho správa do 16. století. In: Z minulosti Děčínska 1 (1965), 77–103.
- Tzv. vícehonné systémy a omezování úhoru na dvorech děčínského panství v 2. pol. 16. století. In: Vědecké práce Zemědělského muzea 7 (1967), 57–65.
- Vývoj lodní dopravy na Labi. Z dějin vltavsko-labské plavby. Děčín 1969.
- Děčínské městské knihy v 16. století. In: Sborník archivních prací 21 (1971), 519–543.
- KOŠŤÁL, Miloslav – SMÍŠKOVÁ, Helena (red.): Plavba a obchod po Labi. Sborník příspěvků z 1. mezinárodního symposia o dějinách labské plavby v Děčíně 1969. Praha 1971 (Rozpravy Národního technického muzea v Praze, č. 46).
- [spolupráce na edici:] Documenta Bohemica Bellum Tricennale illustrantia. Tomus 2. Der Beginn des Dreissigjährigen Krieges. Der Kampf um Böhmen. Quellen zur Geschichte des Böhmischen Krieges (1618–1621). Hg. von Josef Polišenský et al., Praha 1972 .
- K počátkům labské plavby. In: Z minulosti Děčínska 2 (1974), 275–281.
- Příjmy děčínského panství v letech 1555–1614. In: Z minulosti Děčínska 3 (1977), 66–100.

### Studie z oboru církevních dějin
- Počátky luterské reformace na lužickém pomezí. In: Z minulosti Děčínska 2 (1974), 26–41.
- KOŠŤÁL, Miloslav et al.: Sto let ve službě evangelia. 1880–1980. Jubilejní sborník církve bratrské. Praha 1981.
- Jednota bratrská a počátky Nového Města nad Metují aneb Jak kuchařka Elška historii posloužila. In: Rodným krajem. Vlastivědný sborník kraje Aloise Jiráska, Boženy Němcové a bratří Čapků 20 (2000), 12–13.
- KOŠŤÁL, Miloslav et al.: 120 let v Božích službách. 120 let prvního pražského sboru. 120 let Církve bratrské. Praha 2000.
- "Hradeckým, Orebským a Pardidubským". Výzva k pokání a k jednotě všech křesťanů z doby poděbradské. In: Stopami dějin Náchodska. Sborník Státního okresního archivu Náchod 7 (2001), 135–202.
- Životní příběh Aloise Adlofa. In: Jan Štěpán et al., Alois Adlof. 150 let. Život – služba – odkaz, Praha 2012, 33–67.